# Pollenia metallica
Pollenia metallica är en tvåvingeart som först beskrevs av Jean-Baptiste Robineau-Desvoidy 1830.  Pollenia metallica ingår i släktet vindsflugor, och familjen spyflugor.
Artens utbredningsområde är Spanien. Inga underarter finns listade i Catalogue of Life.